# ريتش مور
ريتش مور (بالإنجليزية: Rich Moore)‏ ولد في 10 مايو 1963 هو مخرج رسوم متحركة أمريكي. وشريك تجاري في Rough Draft Studios ، اشتهر بعمله على عائلة سيمبسون، فيوتشوراما ورالف المدمر.

## حياته
درس مور الرسوم المتحركة في معهد كاليفورنيا للفنون(بالإنجليزية: California Institute of the Arts)‏. وخلال سنوات دراسته الجامعية في معهد كاليفورنيا للفنون، روى فيلم صديقه Jim Reardon المسمى "Bring Me the Head of Charlie Brown"، تألق ريتش مور في العديد من الأعمال الفنية المشهورة كـعائلة سيمبسون، فيوتشوراما، The Critic ،Drawn Together وBaby Blues
وهو أيضا مخرج رسوم متحركة في فيلم عائلة سمبسون، وشغل منصب مدير الإشراف على قناة فوكس في المسلسل التلفزيوني Sit Down, Shut Up ، إضافة لقيامه بأعمال فنية أخرى.

## أعماله
- عائلة سيمبسون 1990-1993
- The Critic 1994-1995
- Baby Blues 2000
- فيوتشوراما 1999-2001
- Duck Dodgers in Attack of the Drones 2004
- Drawn Together 2005-2006
- Sit Down Shut Up 2009
- رالف المدمر 2012
- Garlan Hulse: Where Potential Lives 2013
- زوتوبيا 2016[2]
- رالف يدمر الإنترنت 2018

## جوائزه

### جائزة إيمي
- 1991- الرسوم المتحركة (برمجة أقل من ساعة واحدة) بـ Homer vs. Lisa and the 8th Commandment
- 2002- الرسوم المتحركة (برمجة أقل من ساعة واحدة) بـ Roswell That Ends Well

### جائزة آني
- 2002- الإخراج في إنتاج تلفزيوني متحرك بـ Roswell That Ends Well[3]
- 2012- أفضل إخراج في إنتاج تقرير اخبارى بـ رالف المدمر

### جائزة الأوسكار
ترشيح: أفضل فيلم رسوم متحركة بـ رالف المدمر

## روابط خارجية
- ريتش مور على موقع IMDb (الإنجليزية)
- ريتش مور على موقع ألو سيني (الفرنسية)
- ريتش مور على موقع ميوزك برينز (الإنجليزية)
- ريتش مور على موقع أول موفي (الإنجليزية)
- ريتش مور على موقع بوكس أوفيس موجو (الإنجليزية)
- ريتش مور على موقع قاعدة بيانات الأفلام السويدية (السويدية)
- ريتش مور على موقع قاعدة بيانات الفيلم (الإنجليزية)
- ريتش مور على موقع كينوبويسك (الروسية)